# Demokratikus Forradalom Pártja
A Demokratikus Forradalom Pártja egy mexikói baloldali politikai párt, amelyet 1989-ben alapítottak meg. A párt a 2006-os és 2012-es választásokon a második helyen végzett. A párt jelenleg Mexikóváros, Morelos, Michoacán, Tabasco és Quintana Roo államokat kormányozza.  A 2018-as mexikói szövetségi választáson a párt a Nemzeti Akció Párttal a Por México al Frente (Előre Mexikóért!)  közös választási koalícióban indul. A párt a Szocialista Internacionálé tagja.

## Története

### Alapítása
A pártot 1989-ben alapította Cuauhtémoc Cárdenas Solórzano, Porfirio Muñoz Ledo, Ifigenia Martínez, Andres Manuel Lopez Obrador illetve olyan veterán baloldali személyiségek mint Heberto Castillo, Gilberto Rincón Gallardo és Amalia Garcia.
A párt alapítói két táborból származnak: az egyik tábor a "forradalmi baloldal" az Intézményes Forradalmi Párt baloldali szárnyának tagjaiból alakult a másik az olyan markánsan szocialista, kommunista szárnyból jött létre, mint az egykori Mexikói Kommunista Párt,  Mexikói Munkáspárt és más keményvonalas gerillaszervezetek tagjai.

### 1988-as szövetségi választás
Az 1988-as választás alapvetően botrányos volt. A választásokon a párt jelölt Cuauhtémoc Cárdenas tűnt a legesélyesebbnek, ám a Mexikói Választási Bizottság szavazatszámláló informatikai rendszere összeomlott és miután megjavult utána már a PRI jelöltje Carlos Salinas jött ki győztesen.

### Első diadalok
A párt jelentősebb áttörésre 1997-ben kerület sor, amikor a párt jelölt Cuauhtémoc Cárdenas nyerte el Mexikóváros kormányzói tisztségét, egyben ő lett a város első demokratikusan megválasztott kormányzója. 1998-ban a párt a Munkáspárttal alkotott koalíciója révén elnyerte Zacatecas, majd 1999-ben Tlaxcala és Déli-Alsó-Kalifornia államok kormányzását. E két utóbbi állam hagyományosan a PRI fellegvárai voltak.

## Ideológia
A párt elkötelezett a demokrácia felé és fontosnak tartják a demokratikus értékeket.

### Emberi jogok
Ellenzik a szegregáció és diszkrimináció minden formáját. Kiállnak, hirdetik és harcolnak az emberi jogokért emellett fontosnak tartják a fiatalok, nők, gyerekek, idősek, LMBTQ közösség és a külföldi munkavállalók jogait. Mexikó történelme miatt az indiánok felé több tiszteletet és toleranciát követelnek. Ellenzik a halálbüntetést és a rendőrség katonai célokra való felhasználását.

### Oktatás
Álláspontjuk szerint az oktatás alapvető jog, amit az alkotmány is rögzít. Szerintük az oktatásnak szekulárisnak, ingyenesnek, elérhetőnek kell lenni.

### Gazdaság
Támogatják, hogy az állam a stratégiailag fontos iparágakba beleavatkozzon, mint az élelmiszer, telekommunikáció, infrastruktúra, országos és regionális fejlesztések.

## Választási eredmények

### Elnök választások
| Választási év | Eredmény | Elnök-jelölt neve           | Szavazatok száma | Szavazatok (%) | Helyezés                                 |
| ------------- | -------- | --------------------------- | ---------------- | -------------- | ---------------------------------------- |
| 1994          | Bukás    | Cuauhtémoc Cárdenas         | 5,852,134        | 16.5           | 3.                                       |
| 2000          | Bukás    | Cuauhtémoc Cárdenas         | 6,256,780        | 16.6           | 3. (Szövetség Mexikóért koalíció tagja)  |
| 2006          | Bukás    | Andrés Manuel López Obrador | 14,756,350       | 35.3           | 2. (Szövetség a Közjóért koalíció tagja) |
| 2012          | Bukás    | Andrés Manuel López Obrador | 15,848,827       | 32.4           | 2. (Haladók Frontja koalíció tagja)      |

### Parlamenti választások

#### Képviselőház
| Választás év | Választókerületi szavazatok | Választókerületi szavazatok | Listás szavazatok | Listás szavazatok | Mandátumok száma | Parlamenti többség/kisebbség? | Elnök neve               | Elnök neve |
| Választás év | szavazatok száma            | %                           | szavazatok száma  | %                 | Mandátumok száma | Parlamenti többség/kisebbség? | Elnök neve               | Elnök neve |
| ------------ | --------------------------- | --------------------------- | ----------------- | ----------------- | ---------------- | ----------------------------- | ------------------------ | ---------- |
| 1994         | 5,590,391                   | 16.7                        | 5,728,733         | 16.7              | 71 / 500         | Kisebbség                     | Ernesto Zedillo          |            |
| 1997         | 7,435,456                   | 25.7                        | 7,518,903         | 25.7              | 125 / 500        | Kisebbség                     | Ernesto Zedillo          |            |
| 2000         | 6,948,204                   | 18.7                        | 6,990,143         | 18.7              | 67 / 500         | Kisebbség                     | Vicente Fox              |            |
| 2003         | 4,694,365                   | 18.2                        | 4,707,009         | 18.2              | 97 / 500         | Kisebbség                     | Vicente Fox              |            |
| 2006         | 11,941,842                  | 29.0                        | 12,013,364        | 29.0              | 158 / 500        | Kisebbség                     | Felipe Calderón Hinojosa |            |
| 2009         | 4,217,985                   | 12.2                        | 4,228,627         | 12.2              | 71 / 500         | Kisebbség                     | Felipe Calderón Hinojosa |            |
| 2012         | 13,426,702                  | 27.0                        | 13,502,179        | 27.0              | 101 / 500        | Kisebbség                     | Enrique Peña Nieto       |            |
| 2015         | 1,941,105                   | 5.13                        | 4,335,731         | 10.87             | 56 / 500         | Kisebbség                     | Enrique Peña Nieto       |            |

#### Szenátus
| Választás év | Választókerületi szavazatok | Választókerületi szavazatok | Listás szavazatok | Listás szavazatok | Mandátumok száma | Parlamenti többség/kisebbség? | Elnök neve               | Elnök neve |
| Választás év | szavazatok száma            | %                           | szavazatok száma  | %                 | Mandátumok száma | Parlamenti többség/kisebbség? | Elnök neve               | Elnök neve |
| ------------ | --------------------------- | --------------------------- | ----------------- | ----------------- | ---------------- | ----------------------------- | ------------------------ | ---------- |
| 1994         |                             |                             | 5,579,949         | 16.8              | 8 / 128          | Kisebbség                     | Ernesto Zedillo          |            |
| 1997         |                             |                             | 7,564,656         | 25.8              | 16 / 128         | Kisebbség                     | Ernesto Zedillo          |            |
| 2000         | 7,027,944                   | 18.9                        | 7,027,944         | 18.8              | 16 / 128         | Kisebbség                     | Vicente Fox              |            |
| 2006         | 12,292,512                  | 29.7                        | 12,397,008        | 29.7              | 36 / 128         | Kisebbség                     | Felipe Calderón Hinojosa |            |
| 2012         | 13,609,393                  | 27.2                        | 13,718,847        | 27.3              | 28 / 128         | Kisebbség                     | Enrique Peña Nieto       |            |